# Emanuel Ginóbili
Emanuel David "Manu" Ginóbili (Bahía Blanca, 28. srpnja 1977.) je bivši argentinski profesionalni košarkaš. Tijekom karijere igrao je na poziciji beka šutera,  a najveći dio profesionalnog puta proveo je u NBA ligi kao član San Antonio Spursa s kojima je ostvario brojne uspjehe. 
Dolazi iz košarkaške obitelji i bio je dugogodišnji član argentinske košarkaške reprezentacije. Karijeru je započeo  u Argentini i Italiji gdje je osvojio brojna individualna i momčadska priznanja. Dok je igrao za Kinder Bolognu, dva puta je proglašen najkorisnijim igračem talijanskog prvenstva, a bio je i najkorisniji igrač Final Foura Eurolige. Uvršten je među 50 osoba koje su najviše pridonijele Euroligi. 
San Antonio Spursi izabrali su ga u 2. krugu (57. ukupno) NBA drafta 1999. godine i smatra ga se jednom od najvećih "krađa" u povijesti drafta. U Italiji je ostao do 2002. godine nakon čega odlazi u NBA ligu. Ubrzo je postao ključan igrač Spursa i s njima osvojio četiri NBA naslova. Godine 2005. prvi je put u karijeri izabran na NBA All-Star utakmicu, a u sezoni 2007./08. dobio je nagradu za šestog igrača lige. 
Za argentinsku reprezentaciju debitirao je 1998. godine i bio je član reprezentacije koja je na Olimpijskim igrama u Ateni 2004. godine osvojila zlatnu medalju. Ginóbili je jedini igrač uz Billa Bradleyja koji je uspio osvojiti Euroligu, NBA prsten i olimpijsko zlato. 

## Životopis

### Obitelj i privatni život
Ginóbili dolazi iz košarkaške obitelji. Njegov prvi brat Leandro, umirovljeni je profesionalni košarkaš koji je sedam godina proveo igrajući u argentinskoj prvoj ligi, dok je njegov drugi brat Sebastián igrao u argentinskim lokalnim ligama i španjolskoj Liga Española de Baloncesto. Njihov otac Jorge bio je košarkaški trener kluba iz Bahía Blanca. Kao i mnogi Argentinci, Ginóbili je potomak talijanskih imigranata koji su prebjegli u Argentinu. Time posjeduje i talijansko državljanstvo. Osim španjolskog i talijanskog, govori i engleski jezik jer je u SAD-u igrao punih šesnaest sezona. U slobodno vrijeme uživa u surfanju internetom, sluša latinsku glazbu, gleda filmove i opušta se s prijateljima. 2004. oženio se Marianelom Oronom. 

### Godine u Argentini i Italiji
Profesionalnu košarkašku karijeru započeo je u sezoni 1995./96. u redovima argentinskog kluba Andino Sport Club. Sljedeće sezone odlazi u drugi argentinski klub Estudiantes de Bahía Blanca i ondje ostaje dvije sezone. Godine 1998. odlazi u Europu i potpisuje za talijansku Violu Reggio Calabriju. Ondje je također proveo dvije sezone i odlučuje se prijaviti na NBA draft 1999. godine. Na draftu je izabran kao 57. izbor od strane San Antonio Spursa. Međutim, nije odmah potpisao za Spurse, nego se vratio u Italiju i potpisao za Kinder Bolognu. S Kinderom je 2001. osvojio trostruku krunu (talijansko prvenstvo, kup i Euroligu), a 2002. talijanski kup. Dobio je mnoge nagrade poput najkorisnijeg igrača talijanskog prvenstva (2001. i 2002.), najkorisnijeg igrača Final Foura Eurolige (2001.) i tri priznanja na All-Star utakmicu talijanskog prvenstva. 

### San Antonio Spurs
Ginóbili se Spursima pridružio nakon Svjetskog prvenstva u Indianapolisu 2002. godine. U Indianapolisu je zajedno s budućom NBA zvijezdom Yao Mingom i već poznatim NBA zvijezdama Dirkom Nowitzkim i Peđom Stojakovićem izabran u najbolju momčad natjecanja. Pomogao je Argentini osvojiti srebrnu medalju, izgubivši u finalu od Jugoslavije 84:77. Ginóbili je u svojoj prvoj NBA sezoni igrao kao zamjena za veterana Stevea Smitha. većinu početka sezone proveo je ozlijeđen zbog teškog privikavanja na stil NBA lige. Kad se oporavio od ozljeda, Ginóbili je dobio priznanje za novaka mjeseca ožujka u Zapadnoj konferenciji, a na kraju sezone izabran je u NBA All-Rookie drugu petorku. Ipak, samo pet utakmica odigrao je u startnoj petorci, dok su Spursi sezonu završili s omjerom 60-22. 
Nasuprot svojoj ulozi u regularnom dijelu sezone, Ginóbili je u doigravanju igrao sve utakmice kao starter i bio važan igrač u rotaciji Gregga Popovicha. Spursi su najprije u doigravanju izbacili Phoenix i Los Angeles, a kasnije je Ginóbili svojim odličnim igrama u finalu Zapadne konferencije protiv Dallas Mavericksa i u finalu protiv New Jersey Netsa pomogao osigurati Spursima njihov drugi NBA naslov. Ginóbili je poslije finala dobio nagradu Olimpia de Oro za sportsku osobu godine u Argentini. 
Ginóbili je u sezoni 2003./04. češće ulazio u igru kao starter, a ukupno je odigrao 77 utakmica regularnog dijela sezone. Svoje statističke pokazatelje popravio je u svim kategorijama i u prosjeku je postizao 12.8 poena, 4.5 skokova, 3.8 asistencija i 1.8 ukradenih lopti po utakmici. Tijekom doigravanja Spursi su u polufinalu Zapadne konferencije ponovo naletjeli na Los Angeles Lakerse. U napetoj petoj utakmici između Lakersa i Spursa, Derek Fisher pogodio je skok-šut sa zvukom sirene za pobjedu Lakersa, a u šestoj utakmici Spursi su izgubili i ispali iz doigravanja. Ginóbili tijekom doigravanja 2004. nijednu utakmicu nije započeo kao starter, ali je popravio svoje statističke pokazatelje u tom dijelu natjecanja i u prosjeku postizao 13.0 poena, 5.3 skokova i 3.1 asistenciju po utakmici.
Nakon početnog otezanja oko novog ugovora sa Spursima, Ginóbili je na kraju potpisao produženje ugovora i u sezoni 2004./05. sve utakmice odigrao kao starter. Odigrao je svoju dotad najbolju sezonu u karijeri i od strane NBA trenera izabran kao zamjena Zapadne konferencije na NBA All-Star utakmici 2005. godine. Tijekom doigravanja 2005., Ginóbilijeve igre bile su odlučujuće za osvajanje Spursovog trećeg NBA naslova u povijesti franšize. Spursi su najprije u konferencijskom finalu pobijedili Phoenix 4-1, kasnije u sedam utakmica najboljih obrambenih momčad NBA lige pobijedili Detroit Pistonse. Tijekom doigravanja zabilježio je rekordan broj odigranih utakmica i u prosjeku postizao 16.0 poena, 4.4 skoka i 3.9 asistencija po utakmici. Završio je kao drugi najbolji strijelac momčadi iza Tima Duncana koji je uz to osvojio nagradu za najkorisnijeg igrača NBA finala. Tijekom sezone postao je tek četvrtim igračem koji je zaredom osvojio nagradu Olimpias de Oro, ali je nagradu podijelio s nogometašem Carlosom Tévezom.
Ginóbili je u sezoni 2005./06. pretrpio ozljedu stopala i gležnja. Iako je odigrao 65 utakmica regularnog dijela, na kraju sezone osjetio se pad njegovih statističkih pokazatelja u odnosu na prošlu sezonu. Tijekom doigravanja vratio se u formu, ali to nije bilo dovoljno za sprečavanje ispadanja Spursa u polufinalu Zapadne konferencije od Dallas Mavericksa. Tijekom sezone 2006./07., Spursima je sve više ponestajalo snage što je sezona odmicala prema kraju. Zbog toga je Ginóbili dobio novu ulogu u momčadi i u igru ulazio ponovo kao šesti igrač. Time je pomogao Spursima da postignu najbolji omjer u drugoj polovici sezone. U doigravanju iste sezone pomogao je Spursima, preko Denver Nuggetsa, Phoenix Sunsa, Utah Jazza i Cleveland Cavaliersa, osvojiti svoj treći, odnosno četvrti NBA naslov u povijesti franšize.
Ginóbili je sljedeće sezone igrao veću ulogu u svojoj momčadi, odnosno igrao je najbolju NBA sezonu u karijeri. U travnju je dobio nagradu za šestog igrača lige, a nekoliko tjedana kasnije izabran je u All-NBA treću petorku. Spursi su u prvom krugu doigravanja porazili Sunse 4-1, a Ginóbili se u startnu petorku vratio nakon početna dva gostujuća poraza od New Orleans Hornetsa. San Antonio je svoj prolaz osigurao tek u sedmoj utakmici, nakon još jedne briljantne igre Ginóbilija koji je u seriji s Hornetsima prosječno postizao 21.3 poena i 6.0 asistencija. Međutim, San Antonio je u pet utakmica finala Zapadne konferencije izgubio od starih rivala Los Angeles Lakersa i još jednom propustio osvojiti novi naslov prvaka. 
Sljedeće sezone je zbog mnogih ozljeda (koje su uzrokovane njegovim odlaskom na Olimpijske igre u Peking 2008. godine) odigrao samo 44 utakmice regularnog dijela i propustio cijelo doigravanje. San Antonio je u doigravanje ušao kao treći na Zapadu s omjerom 58-28, ali su se Spursi zbog mnogih veterana (Bruce Bowen, Michael Finley i Kurt Thomas su već u kasnim 30-ima) u momčadi teško nosili s ostalim momčadima i ispali već u prvom krugu u seriji 4-1 od Dallas Mavericksa.

## NBA statistika

### Regularni dio
| Godina    | Klub        | Odig. uta. | Uta. poč. | Min. | 2P%  | 3P%  | Sl. bac.% | Skok. | Asist. | Ukr. lop. | Blok. | Poena |
| --------- | ----------- | ---------- | --------- | ---- | ---- | ---- | --------- | ----- | ------ | --------- | ----- | ----- |
| 2002./03. | San Antonio | 69         | 5         | 20.7 | .438 | .345 | .737      | 2.3   | 2.0    | 1.4       | .2    | 7.6   |
| 2003./04. | San Antonio | 77         | 38        | 29.4 | .418 | .359 | .802      | 4.5   | 3.8    | 1.8       | .2    | 12.8  |
| 2004./05. | San Antonio | 74         | 74        | 29.6 | .471 | .376 | .803      | 4.4   | 3.9    | 1.6       | .4    | 16.0  |
| 2005./06. | San Antonio | 65         | 56        | 27.9 | .462 | .382 | .778      | 3.5   | 3.6    | 1.5       | .4    | 15.1  |
| 2006./07. | San Antonio | 75         | 36        | 27.5 | .464 | .396 | .860      | 4.4   | 3.5    | 1.5       | .4    | 16.5  |
| 2007./08. | San Antonio | 74         | 23        | 31.0 | .460 | .401 | .860      | 4.8   | 4.5    | 1.5       | .4    | 19.5  |
| 2008./09. | San Antonio | 44         | 7         | 26.8 | .454 | .330 | .884      | 4.5   | 3.6    | 1.5       | .4    | 15.5  |
| Ukupno    |             | 478        | 239       | 27.7 | .454 | .376 | .821      | 4.1   | 3.6    | 1.5       | .3    | 14.7  |
| All-Star  |             | 1          | 0         | 22.0 | .500 | .000 | 1.000     | 3.0   | 1.0    | 1.0       | 1.0   | 8.0   |

### Doigravanje
| Godina    | Klub        | Odig. uta. | Uta. poč. | Min. | 2P%  | 3P%  | Sl. bac.% | Skok. | Asist. | Ukr. lop. | Blok. | Poena |
| --------- | ----------- | ---------- | --------- | ---- | ---- | ---- | --------- | ----- | ------ | --------- | ----- | ----- |
| 2002./03. | San Antonio | 24         | 0         | 27.5 | .386 | .384 | .757      | 3.8   | 2.9    | 1.7       | .4    | 9.4   |
| 2003./04. | San Antonio | 10         | 0         | 28.0 | .447 | .286 | .818      | 5.3   | 3.1    | 1.7       | .1    | 13.0  |
| 2004./05. | San Antonio | 23         | 15        | 33.6 | .507 | .438 | .795      | 5.8   | 4.2    | 1.2       | .3    | 20.8  |
| 2005./06. | San Antonio | 13         | 11        | 32.8 | .484 | .333 | .839      | 4.5   | 3.0    | 1.5       | .5    | 18.4  |
| 2006./07. | San Antonio | 20         | 0         | 30.1 | .401 | .384 | .836      | 5.5   | 3.7    | 1.6       | .2    | 16.7  |
| 2007./08. | San Antonio | 17         | 6         | 32.9 | .422 | .373 | .896      | 3.8   | 3.9    | .6        | .3    | 17.8  |
| Ukupno    |             | 107        | 32        | 30.8 | .443 | .380 | .820      | 4.8   | 3.5    | 1.4       | .3    | 16.0  |

## Vanjske poveznice
- (engl.) Službena stranica
- (šp.) Službena stranica
- Profil na Euroleague.net
- Profil na NBA.com
- Profil na ESPN.com
- Profil  Arhivirana inačica izvorne stranice od 14. travnja 2009. (Wayback Machine) na Basketpedya.com